# كرايغ بيكرينغ
كرايغ بيكرينغ (بالإنجليزية: Craig Pickering)‏ هو عداء سريع بريطاني، ولد في 16 أكتوبر 1986 في كرولي في المملكة المتحدة.

## وصلات خارجية
- كرايغ بيكرينغ على موقع الاتحاد الدولي لألعاب القوى (الإنجليزية)
- كرايغ بيكرينغ على موقع الدوري الماسي (الإنجليزية)
- كرايغ بيكرينغ على موقع أوليمبيديا (الإنجليزية)
- كرايغ بيكرينغ على موقع اللجنة الأولمبية البريطانية (الإنجليزية)